# 応昌
応昌（おうしょう、モンゴル語: Yingčang、拼音: Yìngchāng）は、元代にダライ・ノール（現在の内モンゴル自治区赤峰市ヘシグテン旗に位置する）の南西に建設された都城。
コンギラト部族の遊牧地の一つで、全寧路が遊牧生活における冬営地の役割を担っていたのに対し、応昌路は夏営地として用いられていた。

## 歴史

### 大元ウルスの時代
至元7年（1270年）、コンギラト部はセチェン・カアン（世祖クビライ）に「上都東北300里のダライ・ノール湖畔に、部族の夏営地がありますが、ここに都城を建築してもよいでしょうか」と申請し、セチェン・カアンはこれを許可した。
完成した都城は「応昌府」と名付けられ、至元22年（1285年）には改めて「応昌路」とされた。現在の応昌城址は南北の長さが約650m、東西の長さが約600mで、これは同時期に建設された安西王府や上都内城と同じ規格である。

### 北元時代
至正28年閏7月28日（西暦では1368年9月10日）、明軍が大都に迫ってきたため、ウカアト・カアンは大都を捨てて北走し、上都を経て応昌まで逃れた。応昌でウカアト・カアンは崩御し、その子のアユルシリダラが即位したが、洪武3年（1370年）には李文忠率いる遠征軍によって応昌もまたすぐに陥落した。この時、アユルシリダラの子のマイダリ・バラが捕虜となっている。
明朝は応昌府に応昌衛を設置したが、長続きせずすぐに廃れた。

### 現代
2001年、「応昌路故城遺址」は第五回指定の中華人民共和国全国重点文物保護単位に登録されている。